# Tênis de mesa nos Jogos Olímpicos de Verão de 2020
As competições de tênis de mesa (português brasileiro) ou ténis de mesa (português europeu) nos Jogos Olímpicos de Verão de 2020 foram disputados entre 24 de julho e 6 de agosto de 2021 no Ginásio Metropolitano de Tóquio, na capital japonesa.
Foi originalmente programado para ser realizado em 2020, mas em 24 de março de 2020, as Olimpíadas foram adiadas para 2021 devido à pandemia de COVID-19, o que fez com que não houvesse espectadores nas partidas. Contou com a participação de 173 mesatenistas em cinco eventos: individual e equipes masculinas e femininas e duplas mistas.

## Qualificação
Como país-sede, o Japão qualificou automaticamente seis competidores; uma equipe masculina e uma feminina, com um mesatenista de cada gênero no individual, além de uma equipe de duplas mistas.
Para os eventos por equipes, 16 times se qualificaram. Cada continente (com as Américas divididas em América do Norte e América do Sul nas competições da Federação Internacional de Tênis de Mesa) teve uma competição qualificatória para enviar uma equipe. Outas nove equipes se qualificaram através de um Pré-Olímpico Mundial.
No evento de duplas mistas 16 times também foram qualificados. Cada continente teve uma competição qualificatória para enviar uma dupla, quatro duplas se qualificaram pela World Tour Grand Finals de 2019 e cinco pela mesma competição de 2020. O Japão também teve uma vaga garantida. Se um Comitê Olímpico Nacional (CON) tiver uma dupla e uma equipe em um mesmo gênero ou em ambos, o jogador das duplas deve ser um membro da equipe em seu gênero.
Para as competições individuais, entre 64 e 70 mesatenistas poderiam se qualificar. Cada CON com uma equipe qualificada poderia inscrever dois membros nas disputas individuais. 22 vagas foram entregues após os campeonatos continentais para competidores de CONs ainda não classificados, e uma vaga foi preenchida pela Comissão Tripartite. O restante das vagas foram atribuídas em um torneio de qualificação mundial, com não menos que dois e não mais que oito qualificados, e pelo ranking da ITTF.

## Calendário
As competições de tênis de mesa foram realizadas ao longo de treze dias dentro do programa olímpico, iniciando com as preliminares individuais no masculino, feminino e duplas mistas em 24 de julho e se encerrando com as finais por equipes masculinas em 6 de agosto de 2021.
| P | Preliminares | QF | Quartas de final | SF | Semifinais | F | Finais |

| DataEvento           | 24 jul | 25 jul | 25 jul | 26 jul | 27 jul | 28 jul | 29 jul | 29 jul | 30 jul | 31 jul | 1 ago | 2 ago | 2 ago | 3 ago | 3 ago | 4 ago | 4 ago | 5 ago | 6 ago |
| -------------------- | ------ | ------ | ------ | ------ | ------ | ------ | ------ | ------ | ------ | ------ | ----- | ----- | ----- | ----- | ----- | ----- | ----- | ----- | ----- |
| Individual masculino | P      | P      | P      | P      | P      | QF     | SF     | SF     | F      |        |       |       |       |       |       |       |       |       |       |
| Equipes masculinas   |        |        |        |        |        |        |        |        |        |        | P     | P     | QF    | QF    |       | SF    | SF    |       | F     |
| Individual feminino  | P      | P      | P      | P      | P      | QF     | SF     | F      |        |        |       |       |       |       |       |       |       |       |       |
| Equipes femininas    |        |        |        |        |        |        |        |        |        |        | P     | P     | QF    | QF    | SF    | SF    |       | F     |       |
| Duplas mistas        | P      | QF     | SF     | F      |        |        |        |        |        |        |       |       |       |       |       |       |       |       |       |

## Nações participantes
Um total de 173 atletas (85 homens e 88 mulheres), representando 57 CONs, competiram nos cinco eventos. Um mesatenista checo desistiu após testar positivo para COVID-19. Dois CONs (China e Hungria) substituíram competidores contundidos por reservas na competição por equipes.
- GER Alemanha (6)
- KSA Arábia Saudita (1)
- ALG Argélia (1)
- ARG Argentina (2)
- AUS Austrália (6)
- AUT Áustria (6)
- BRA Brasil (6)
- BUL Bulgária (1)
- CMR Camarões (1)
- CAN Canadá (3)
- KAZ Cazaquistão (2)
- CHI Chile (1)
- CHN China (6+1)
- KOR Coreia do Sul (6)
- CRO Croácia (3)
- CUB Cuba (2)
- DEN Dinamarca (1)
- EGY Egito (6)
- ECU Equador (1)
- SVK Eslováquia (3)
- SLO Eslovênia (3)
- ESP Espanha (3)
- USA Estados Unidos (6)
- FIJ Fiji (1)
- FRA França (6)
- GBR Grã-Bretanha (3)
- GRE Grécia (1)
- GUY Guiana (1)
- HKG Hong Kong (6)
- HUN Hungria (5+1)
- IND Índia (4)
- IRI Irã (1)
- ITA Itália (1)
- JPN Japão (6)
- LUX Luxemburgo (2)
- MON Mônaco (1)
- MGL Mongólia (2)
- NGR Nigéria (4)
- NED Países Baixos (1)
- POL Polônia (3)
- PUR Porto Rico (3)
- POR Portugal (5)
- CZE República Checa (3)
- ROC ROC (3)
- ROU Romênia (4)
- SEN Senegal (1)
- SRB Sérvia (3)
- SGP Singapura (4)
- SYR Síria (1)
- SWE Suécia (5)
- SUI Suíça (1)
- THA Tailândia (2)
- TPE Taipé Chinês (6)
- TOG Togo (1)
- TUN Tunísia (2)
- UKR Ucrânia (3)
- VAN Vanuatu (1)

## Medalhistas
| Evento                        | Ouro                                       | Prata                                                       | Bronze                                             |
| ----------------------------- | ------------------------------------------ | ----------------------------------------------------------- | -------------------------------------------------- |
| Individual masculino detalhes | Ma Long CHN China                          | Fan Zhendong CHN China                                      | Dimitrij Ovtcharov GER Alemanha                    |
| Equipes masculinas detalhes   | Fan Zhendong Ma Long Xu Xin CHN China      | Dimitrij Ovtcharov Patrick Franziska Timo Boll GER Alemanha | Jun Mizutani Koki Niwa Tomokazu Harimoto JPN Japão |
| Individual feminino detalhes  | Chen Meng CHN China                        | Sun Yingsha CHN China                                       | Mima Ito JPN Japão                                 |
| Equipes femininas detalhes    | Chen Meng Sun Yingsha Wang Manyu CHN China | Mima Ito Kasumi Ishikawa Miu Hirano JPN Japão               | Doo Hoi Kem Lee Ho Ching Minnie Soo HKG Hong Kong  |
| Duplas mistas detalhes        | Jun Mizutani Mima Ito JPN Japão            | Xu Xin Liu Shiwen CHN China                                 | Lin Yun-ju Cheng I-ching TPE Taipé Chinês          |

## Quadro de medalhas
País sede destacado
| Ordem | País             | Medalha de ouro | Medalha de prata | Medalha de bronze |    | Ordem por total |
| ----- | ---------------- | --------------- | ---------------- | ----------------- | -- | --------------- |
| 1     | CHN China        | 4               | 3                |                   | 7  | 1               |
| 2     | JPN Japão        | 1               | 1                | 2                 | 4  | 2               |
| 3     | GER Alemanha     |                 | 1                | 1                 | 2  | 3               |
| 4     | HKG Hong Kong    |                 |                  | 1                 | 1  | 4               |
|       | TPE Taipé Chinês |                 |                  | 1                 | 1  | 4               |
| TOTAL | TOTAL            | 5               | 5                | 5                 | 15 | —               |